# Daytime Emmy Awards 1976
La cerimonia della 3ª edizione dei Daytime Emmy Awards (3rd Daytime Emmy Awards) si è tenuta nel 1976 e ha premiato i migliori programmi e personaggi televisivi del 1975.

## Daytime Emmy Awards

### Soap opera

#### Miglior serie drammatica
- Destini (Another World), trasmessa dalla NBC
  - Febbre d'amore (The Young and the Restless), trasmessa dalla CBS
  - Il tempo della nostra vita (Days of Our Lives), trasmessa dalla NBC
  - La valle dei pini (All My Children), trasmessa dalla ABC

#### Miglior attore protagonista in una serie drammatica
- Larry Haines, per aver interpretato Stu Bergman in Aspettando il domani (Search for Tomorrow)
  - John Beradino, per aver interpretato Steve Hardy in General Hospital
  - Macdonald Carey, per aver interpretato Tom Horton in Il tempo della nostra vita
  - Bill Hayes, per aver interpretato Doug Williams in Il tempo della nostra vita
  - Michael Nouri, per aver interpretato Steve Kaslo in Aspettando il domani
  - Shepperd Strudwick, per aver interpretato Victor Lord in Una vita da vivere (One Life to Live)

#### Miglior attrice protagonista in una serie drammatica
- Helen Gallagher, per aver interpretato Maeve Ryan ne I Ryan (Ryan's Hope)
  - Denise Alexander, per aver interpretato Lesley Williams Faulkner in General Hospital
  - Frances Heflin, per aver interpretato Mona Kane in La valle dei pini
  - Susan Seaforth Hayes, per aver interpretato Julie Olson in Il tempo della nostra vita
  - Mary Stuart, per aver interpretato Joanne Gardner in Aspettando il domani

#### Miglior regista o team di registi di una serie drammatica
- David Pressman per Una vita da vivere
  - Richard Dunlap per Febbre d'amore
  - Hugh McPhillips per The Doctors

#### Miglior team di sceneggiatori di una serie drammatica
- Sheri Anderson, William J. Bell, Wanda Coleman, Pat Falken Smith, Kay Lenard, Bill Rega e Margaret Stewart per Il tempo della nostra vita
  - Kay Alden e William J. Bell per Febbre d'amore
  - Bridget Dobson, Jerome Dobson e Jean Rouverol per Sentieri (Guiding Light)
  - Kathryn McCabe, Agnes Nixon, Wisner Washam, Mary K. Wells e Jack Wood per La valle dei pini
  - Henry Slesar per Ai confini della notte (The Edge of Night)

### Serie e programmi speciali

#### Miglior serie drammatica
- First Ladies Diaries per il film tv su Edith Wilson, trasmessa dalla NBC
  - First Ladies Diaries per il film tv su Martha Washington, trasmessa dalla NBC
  - First Ladies Diaries per il film tv su Rachel Jackson, trasmessa dalla NBC

#### Miglior serie d'intrattenimento per ragazzi
- The CBS Festival of Lively Arts for Young People per l'episodio Danny Kaye's Look-In at the Metropolitan Opera, trasmessa dalla CBS
  - ABC Afterschool Specials per l'episodio It Must Be Love ('Cause I Feel So Dumb!), trasmessa dalla ABC
  - ABC Afterschool Specials per l'episodio Me and Dad's New Wife, trasmessa dalla ABC
  - Special Treat per l'episodio Papa and Me, trasmessa dalla NBC
  - What Is Noise and What Is Music?, film tv trasmesso dalla CBS

#### Miglior serie o programma informativo speciale per ragazzi
- Happy Anniversary, Charlie Brown, film tv trasmesso dalla CBS
  - ABC Afterschool Specials per l'episodio Winning and Losing: Diary of a Campaign, trasmessa dalla ABC
  - What's It All About?  per l'episodio What Are The Loch Ness And Other Monster's All About?, trasmessa dalla CBS

#### Miglior attore di una serie drammatica
- Gerald Gordon per il film tv su Rachel Jackson della serie First Ladies Diaries
- Jim Luisi  per il film tv su Martha Washington della serie First Ladies Diaries'

#### Miglior attrice di una serie drammatica
- Elizabeth Hubbard per il film tv su Edith Wilson della serie First Ladies Diaries
  - Susan Browning per il film tv su Martha Washington della serie First Ladies Diaries

#### Miglior regista di una serie drammatica
- Nick Havinga per il film tv su Edith Wilson della serie First Ladies Diaries
  - Ira Cirker per il film tv su Rachel Jackson della serie First Ladies Diaries
  - John J. Desmond per il film tv su Martha Washington della serie First Ladies Diaries

#### Miglior sceneggiatore di una serie drammatica
- Audrey Davis Levin per il film tv su Edith Wilson della serie First Ladies Diaries
  - Ethel Frank per il film tv su Martha Washington della serie First Ladies Diaries

### Programmi d'intrattenimento

#### Miglior talk show, programma d'informazione o altro programma d'intrattenimento
- Dinah!, trasmesso dalla CBS
  - Good Morning America, trasmesso dalla ABC
  - The Mike Douglas Show, trasmesso in syndication

#### Miglior game show
- The $20,000 Pyramid, trasmesso dalla ABC
  - Hollywood Squares, trasmesso dalla NBC
  - Let's Make a Deal, trasmesso dalla ABC
  - Match Game, trasmesso dalla CBS
  - The Price Is Right, trasmesso dalla CBS

#### Miglior programma per bambini
- Big Blue Marble, trasmesso in syndication
  - Albertone (Fat Albert and the Cosby Kids), trasmesso dalla CBS
  - Captain Kangaroo, trasmesso dalla CBS
  - Zoom, trasmesso dalla PBS

#### Miglior programma educativo per bambini
- Go!, trasmesso dalla NBC
  - The Electric Company, trasmesso dalla PBS
  - Make a Wish, trasmesso dalla ABC

#### Miglior presentatore di un talk show, un programma d'informazione o altro programma d'intrattenimento
- Dinah Shore, per aver presentato Dinah!
  - Mike Douglas, per aver presentato The Mike Douglas Show
  - Merv Griffin, per aver presentato The Merv Griffin Show
  - David Hartman, per aver presentato Good Morning America

#### Miglior presentatore di un game show
- Allen Ludden, per aver presentato Password
  - Geoof Edwards, per aver presentato Jackpot
  - Peter Marshall, per aver presentato Hollywood Squares

#### Miglior regista di un talk show, un programma d'informazione o altro programma d'intrattenimento
- Glen Swanson per Dinah!
  - Don Roy King per The Mike Douglas Show

#### Miglior regista di un game show
- Mike Gargiulo per The $20,000 Pyramid
  - Jerome Shaw per Hollywood Squares